# 天山先生本日も多忙
『天山先生本日も多忙』（てんさんせんせいほんしつもたほう）は1979年4月5日から同年9月27日までテレビ朝日で放送されたテレビドラマである。毎週木曜日21時から21時54分（JST。『ナショナルゴールデン劇場』）。全26回。

## 概要
栃木県・那須の山奥で、長らく診療所を開業して医師を務める見川鯛山の著作『田舎医師』『本日も休診』など5編をもとに製作。主演の森繁久彌は、その見川鯛山と親交があったという。主人公の並川天山の名前は見川鯛山のもじりであり、海、山、郊外電車などが登場するタイトルバックの絵はおおば比呂司の作品によるものであった。
並川天山は名誉や出世に関心は無く、離島や山村などの診療所を渡り歩き、ある時に那須の山奥の診療所に就いた。そんな、生活は質素ながらも大らかで悠々と生きる天山を中心に物語を描いた。

## キャスト
- 並川天山：森繁久彌
- 並川一成：竹脇無我
- 並川房江（一成の妻）：浜美枝
- 粂吉（雑貨屋）：谷幹一
- 茶畠巡査：藤岡琢也
- 茶畠勝子（茶畠の妻）：春川ますみ
- 健三郎：松山英太郎
- 健造（健三郎の父）：伴淳三郎
- 玄峰和尚：大坂志郎
- 竹子（バーのマダム）：あき竹城
- 精之助（村長）：花沢徳衛
- 六造：長門勇
- 和助（民宿の主人）：牟田悌三
- 瓜子：木村理恵
- ハル（瓜子の母）：赤木春恵
- さき：星野晶子
- 米三（さきの夫）：山本麟一
- 岡本茉利
- 和彦：田島真吾

ほか

## スタッフ
- 脚本：松木ひろし、田波靖男、金子成人、大西信行
- 演出：田中利一、大井素宏
- 音楽：山本直純

## サブタイトル
| 話数 | 放送日       | サブタイトル               | 脚本       | 演出     | ゲスト                                                 |
| ---- | ------------ | -------------------------- | ---------- | -------- | ------------------------------------------------------ |
| 1    | 1979年4月5日 | 白衣の旅がらす             | 松木ひろし | 田中利一 | 鳥居恵子（民子）、松岡由利子（芸者・カオル）           |
| 2    | 4月12日      | 命短し恋せよカアちゃん     | 松木ひろし | 大井素宏 |                                                        |
| 3    | 4月19日      | 歓迎フィーバー             | 松木ひろし | 大井素宏 |                                                        |
| 4    | 4月26日      | 9人目はおまけ              | 松木ひろし | 大井素宏 |                                                        |
| 5    | 5月3日       | 嫁いびり病退治             | 田波靖男   | 大井素宏 | 榊原るみ（悠子）、南美江                               |
| 6    | 5月10日      | 殿方は釣りがお好き         | 松木ひろし | 大井素宏 |                                                        |
| 7    | 5月17日      | 夫婦円満のおまじない       | 松木ひろし | 大井素宏 |                                                        |
| 8    | 5月24日      | ベトナム帰りの凶悪犯       | 松木ひろし | 大井素宏 | 左とん平（石黒）                                       |
| 9    | 5月31日      | 悲しき二等兵               | 田波靖男   | 大井素宏 | ハナ肇（三治郎）、政岡愛子（恵子）                     |
| 10   | 6月7日       | ロック笑っちゃうな         | 田波靖男   | 大井素宏 | 山口千枝（貴子）、こおろぎ'73                          |
| 11   | 6月14日      | 那須の仙人テレビ出演       | 金子成人   | 大井素宏 | 浅野進治郎（仙造）、金沢碧（ユリ子）、佐野大輔         |
| 12   | 6月21日      | 離婚結婚大混乱             | 田波靖男   | 大井素宏 | 真屋順子（親子）、山本紀彦（安彦）、松原智恵子（絹子） |
| 13   | 6月28日      | ヨウカン坊主の決斗         | 松木ひろし | 大井素宏 |                                                        |
| 14   | 7月5日       | ダマシのプロフェッショナル | 田波靖男   | 大井素宏 | 山城新伍（山川良平）                                   |
| 15   | 7月12日      | 怪談・夜泣き石             | 松木ひろし | 大井素宏 | 賀原夏子（せん）                                       |
| 16   | 7月19日      | 男の夢ははかなくて         | 田波靖男   | 大井素宏 | 辻シゲル（ジョーズ）                                   |
| 17   | 7月26日      | 似たもの親子               | 松木ひろし | 大井素宏 |                                                        |
| 18   | 8月2日       | 飛びこんできた借金とり     | 田波靖男   | 大井素宏 | 芦屋雁之助（栄作）                                     |
| 19   | 8月9日       | 山医者に恋人出現           | 田波靖男   | 大井素宏 | 東てる美（由美）、小野武彦（平太郎）                   |
| 20   | 8月16日      | 恋と喧嘩と盆踊り           | 大西信行   | 大井素宏 | 秋本圭子（則子）                                       |
| 21   | 8月23日      | さすらいの温泉芸者         | 大西信行   | 大井素宏 | 岡田眞澄（田端）、由紀さおり（芸者・美千弥）           |
| 22   | 8月30日      | 幻のその人は?              | 松木ひろし | 大井素宏 |                                                        |
| 23   | 9月6日       | 狐と狸のだまし合い         | 田波靖男   | 大井素宏 | 一の宮あつ子（しげ子）                                 |
| 24   | 9月13日      | 老いては子に従え           | 大西信行   | 大井素宏 |                                                        |
| 25   | 9月20日      | 那須山の仮祝言             | 松木ひろし | 大井素宏 |                                                        |
| 26   | 9月27日      | 高原の秋は花ざかり         | 松木ひろし | 大井素宏 |                                                        |